# John Taylor (Regisseur)
John Elston Taylor (* 5. Oktober 1914 in London, England; † 15. September 1992 in London, England) war ein britischer Filmregisseur, Filmproduzent und Kameramann.

## Karriere
Taylors Filmkarriere begann im Jahr 1929 als Produktionsassistent bei dem Film Drifters von John Grierson. Als Kameramann wirkte Taylor bei dem Dokumentarkurzfilm Cable Ship im Jahr 1933 mit. Sein Regiedebüt war bei dem Film The Smoke Menace, welcher 1937 veröffentlicht wurde. Nach einigen weiteren Tätigkeiten hinter der Kamera war er 1940 das erste Mal als Produzent für einen Film verantwortlich. Für den Dokumentarfilm Die Bezwingung des Everest erhielt er mit seinen Kollegen Leon Clore und Grahame Tharp bei der Oscarverleihung 1954 eine Oscarnominierung in der Kategorie „Bester Dokumentarfilm“. Die Auszeichnung nahmen aber James Algar und Walt Disney für ihren Beitrag Die Wüste lebt entgegen.
Als Drehbuchautor entwarf er den Stoff für die filmische Umsetzung für die vier Dokumentarkurzfilme The Londoners (1939), Our National Heritage: The Living Pattern (1962), The Port of Hull (1963) und People + Leisure = (1968). Seine letzte Beteiligung im Filmgeschäft war im Jahr 1969 bei dem Film Walk a Crooked Path, bei dem er als Kameramann verantwortlich war.

## Privat
John Taylor wurde am 5. Oktober 1914 in Kentish Town, London, geboren.
Er war bis zu ihrem Tod mit der US-amerikanischen Schauspielerin Barbara Mullen (1914–1979) verheiratet. Taylor starb am 15. September 1992 im Alter von 77 Jahren in London.

## Filmografie (Auswahl)
- 1929: Drifters (Dokumentarfilm)
- 1934: Die Männer von Aran (Man of Aran, Dokumentarfilm)
- 1940: Six Foods for Fitness (Dokumentarkurzfilm)
- 1944: Soldier, Sailor
- 1944: Penicillin (Dokumentarkurzfilm)
- 1953: Die Bezwingung des Everest (The Conquest of Everest)
- 1968: People + Leisure = (Dokumentarkurzfilm)
- 1969: Walk a Crooked Path